# Dunaújváros Gorillaz 2011
Questa voce raccoglie le informazioni riguardanti i Dunaújváros Gorillaz nelle competizioni ufficiali della stagione 2011.

## Divízió I 2011

### Stagione regolare
| 2 aprile 2011 4ª giornata | Zala Predators | 12 – 41 | Dunaújváros Gorillaz |  |

| 9 aprile 2011 5ª giornata | Veszprém Wildfires | 2 – 16 | Dunaújváros Gorillaz |  |

| 7 maggio 2011 9ª giornata | Dunaújváros Gorillaz | 20 – 0 | Jászberény Wolverines |  |

| 15 maggio 2011 10ª giornata | Dunaújváros Gorillaz | 20 – 0 | Szolnok Soldiers |  |

| 21 maggio 2011 11ª giornata | Dunaújváros Gorillaz | 36 – 12 | Eger Heroes |  |

| 28 maggio 2011 12ª giornata | Budapest Titans | 9 – 15 | Dunaújváros Gorillaz |  |

### Playoff
| 2 luglio 2011 Semifinale | Dunaújváros Gorillaz | 14 – 16 | Békéscsaba Raptors |  |

## Statistiche di squadra
| Competizione      | %Vittorie | In casa | In casa | In casa | In casa | In casa | In casa | In trasferta | In trasferta | In trasferta | In trasferta | In trasferta | In trasferta | Totale | Totale | Totale | Totale | Totale | Totale |
| Competizione      | %Vittorie | G       | V       | N       | P       | Pf      | Ps      | G            | V            | N            | P            | Pf           | Ps           | G      | V      | N      | P      | Pf     | Ps     |
| ----------------- | --------- | ------- | ------- | ------- | ------- | ------- | ------- | ------------ | ------------ | ------------ | ------------ | ------------ | ------------ | ------ | ------ | ------ | ------ | ------ | ------ |
| Stagione regolare | 1.000     | 3       | 3       | 0       | 0       | 76      | 12      | 3            | 3            | 0            | 0            | 72           | 23           | 6      | 6      | 0      | 0      | 148    | 35     |
| Playoff           | .000      | 1       | 0       | 0       | 1       | 14      | 16      | 0            | 0            | 0            | 0            | 0            | 0            | 1      | 0      | 0      | 1      | 14     | 16     |
| Totale            | .857      | 4       | 3       | 0       | 1       | 90      | 28      | 3            | 3            | 0            | 0            | 72           | 23           | 7      | 6      | 0      | 1      | 162    | 51     |